# La grande s...parata
La grande s...parata è un film del 1958 diretto da Gerald Thomas.
Si tratta del primo film della serie Carry On ed è basato sulla play The Bull Boys di R. F. Delderfield.
Tra gli interpreti, nel ruolo del Sergente Grimshawe, vi è anche l'attore William Hartnell, che diventerà celebre alcuni anni dopo nel ruolo del Dottore, nella serie tv di fantascienza Doctor Who.